# Kirche Nane Maryam

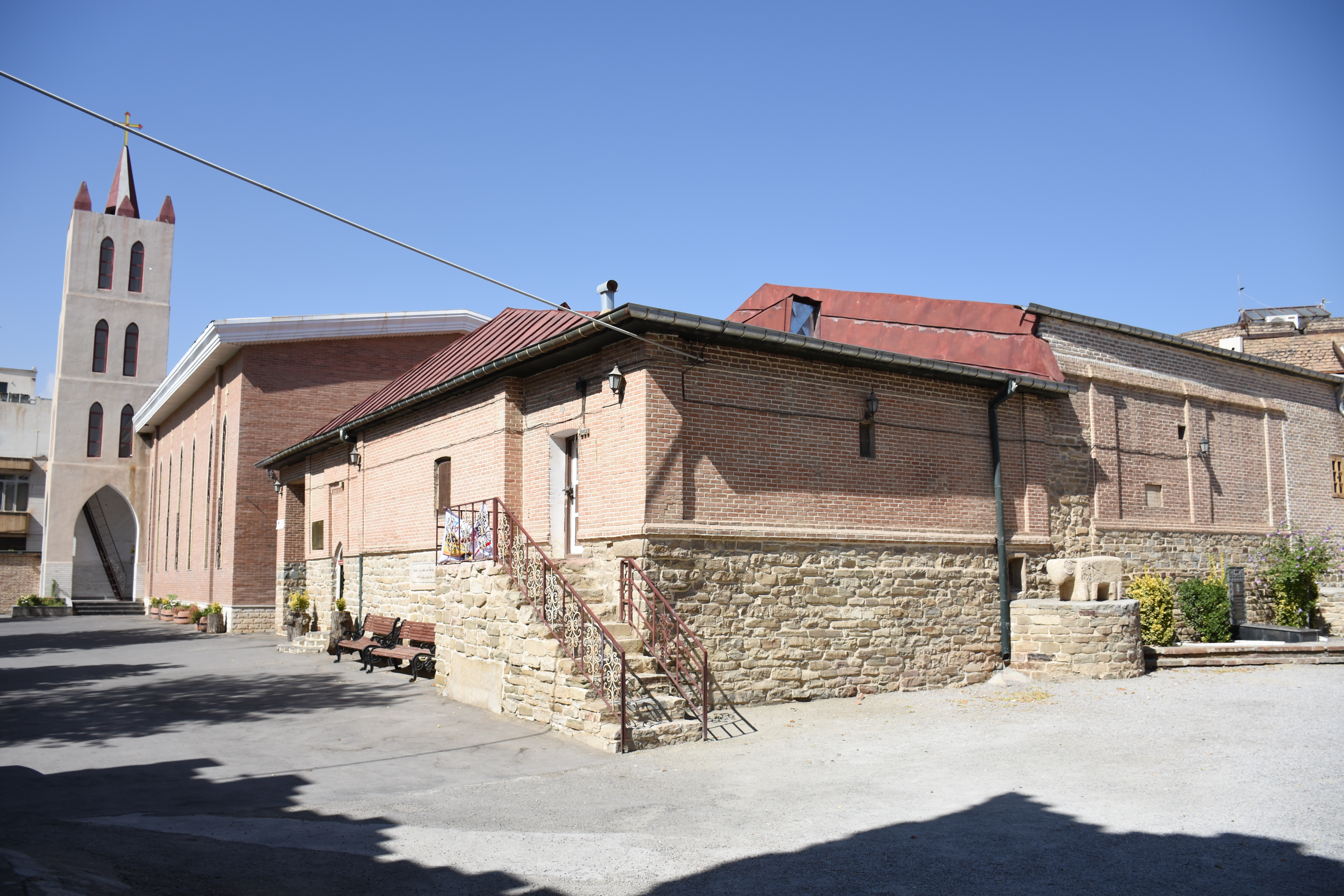
Alte (vorn) und neue (hinten) Kirche Nane Maryam in Urmia

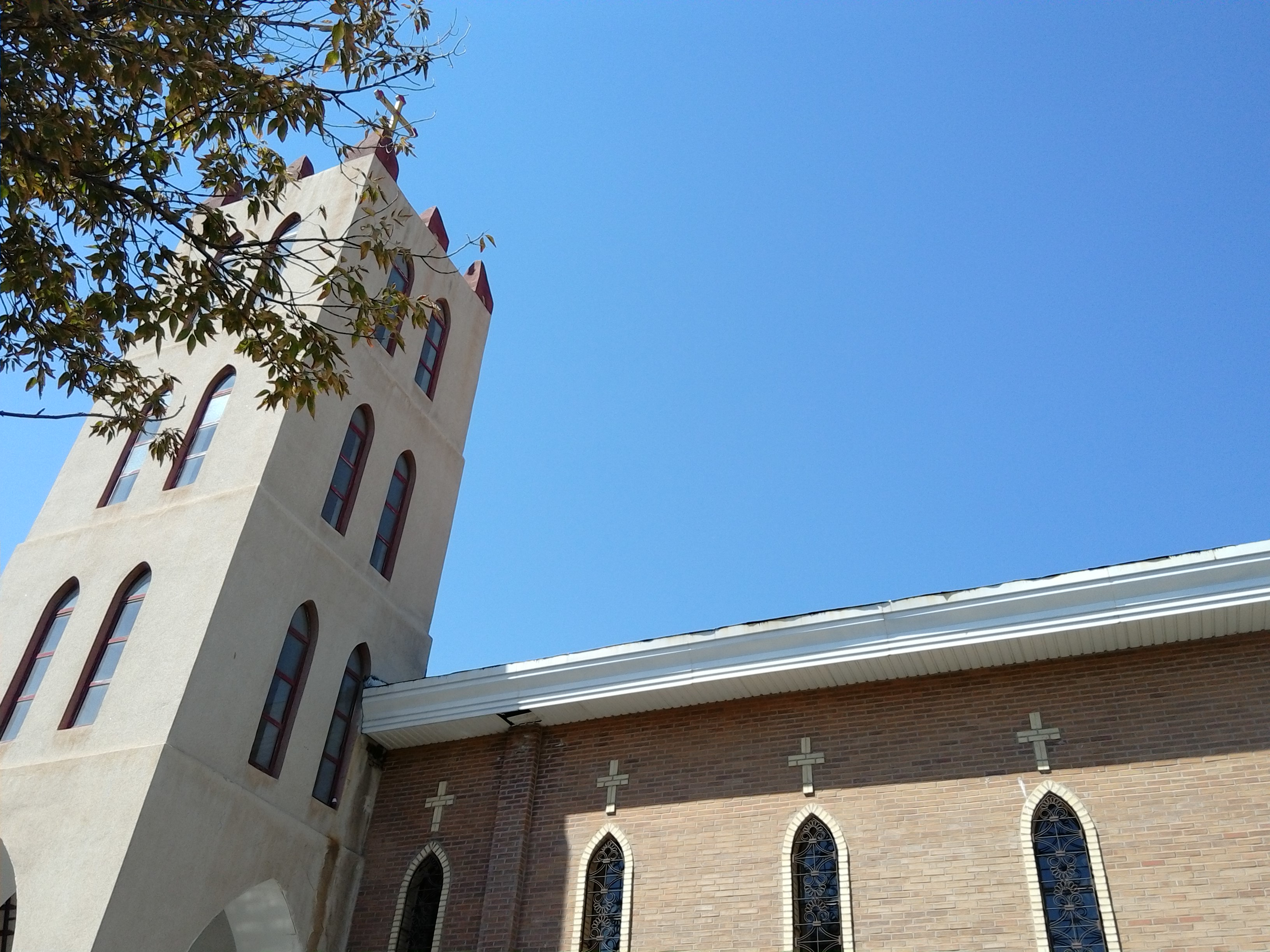
Neue Kirche

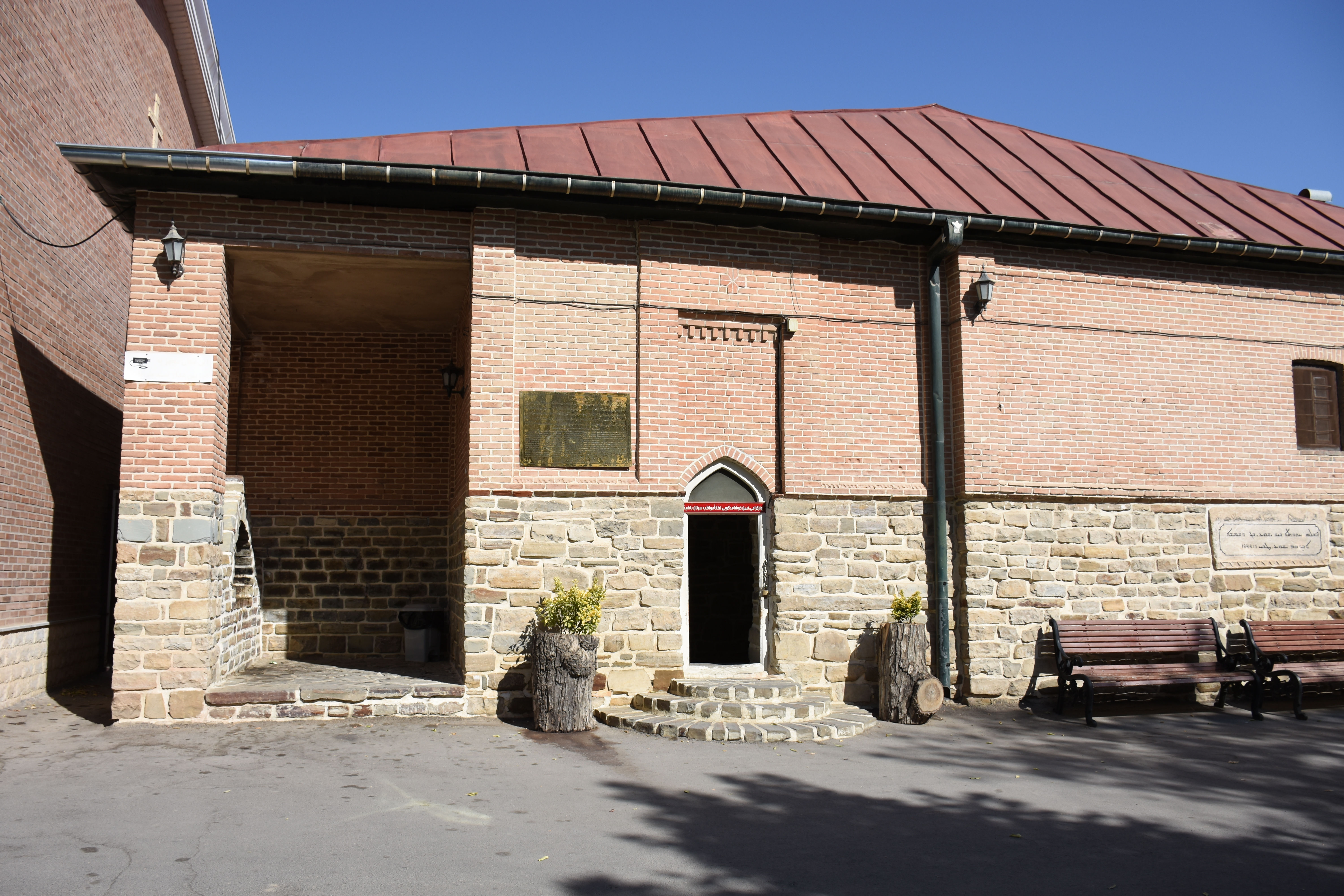
Alte Kirche

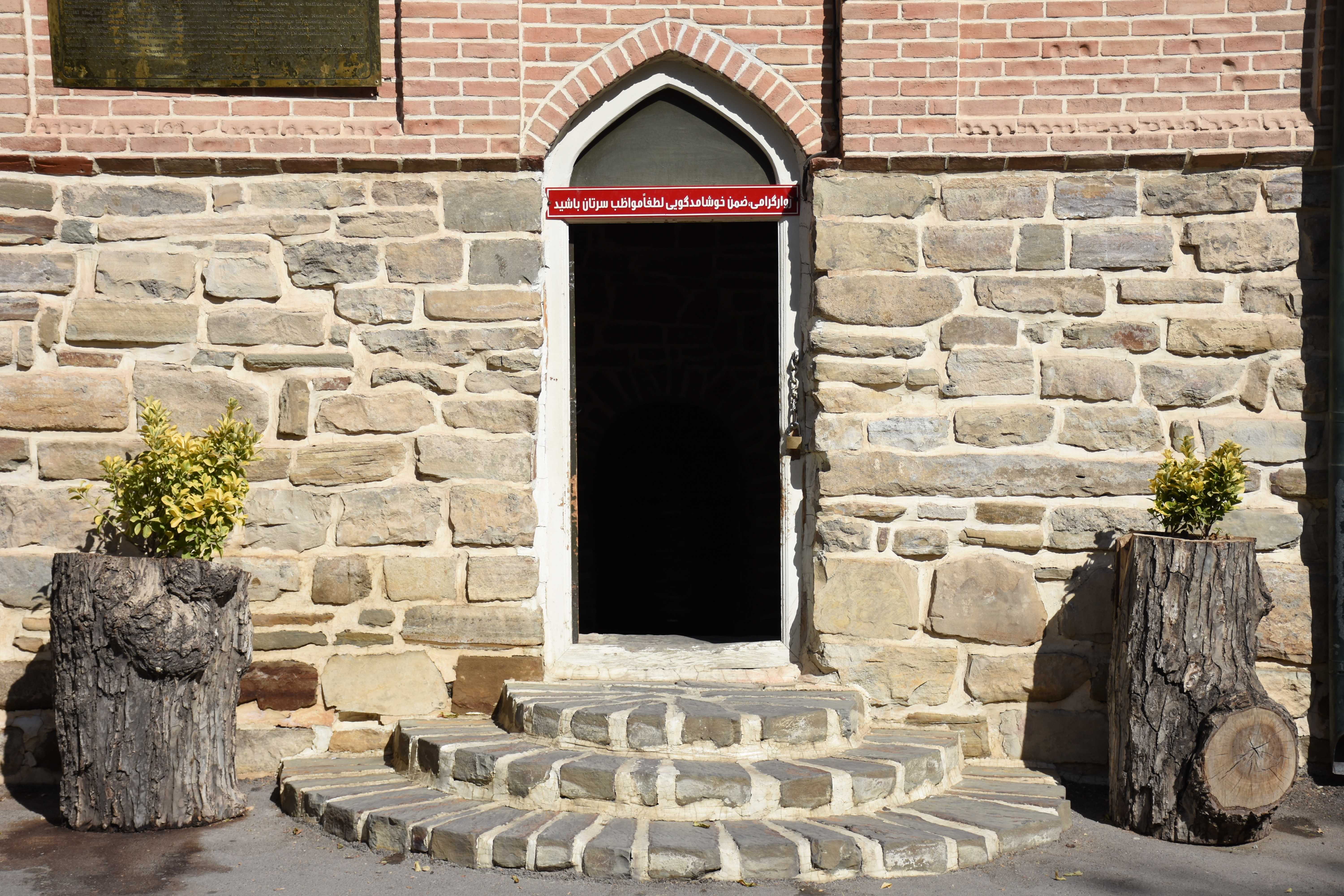
Eingang zur alten Kirche

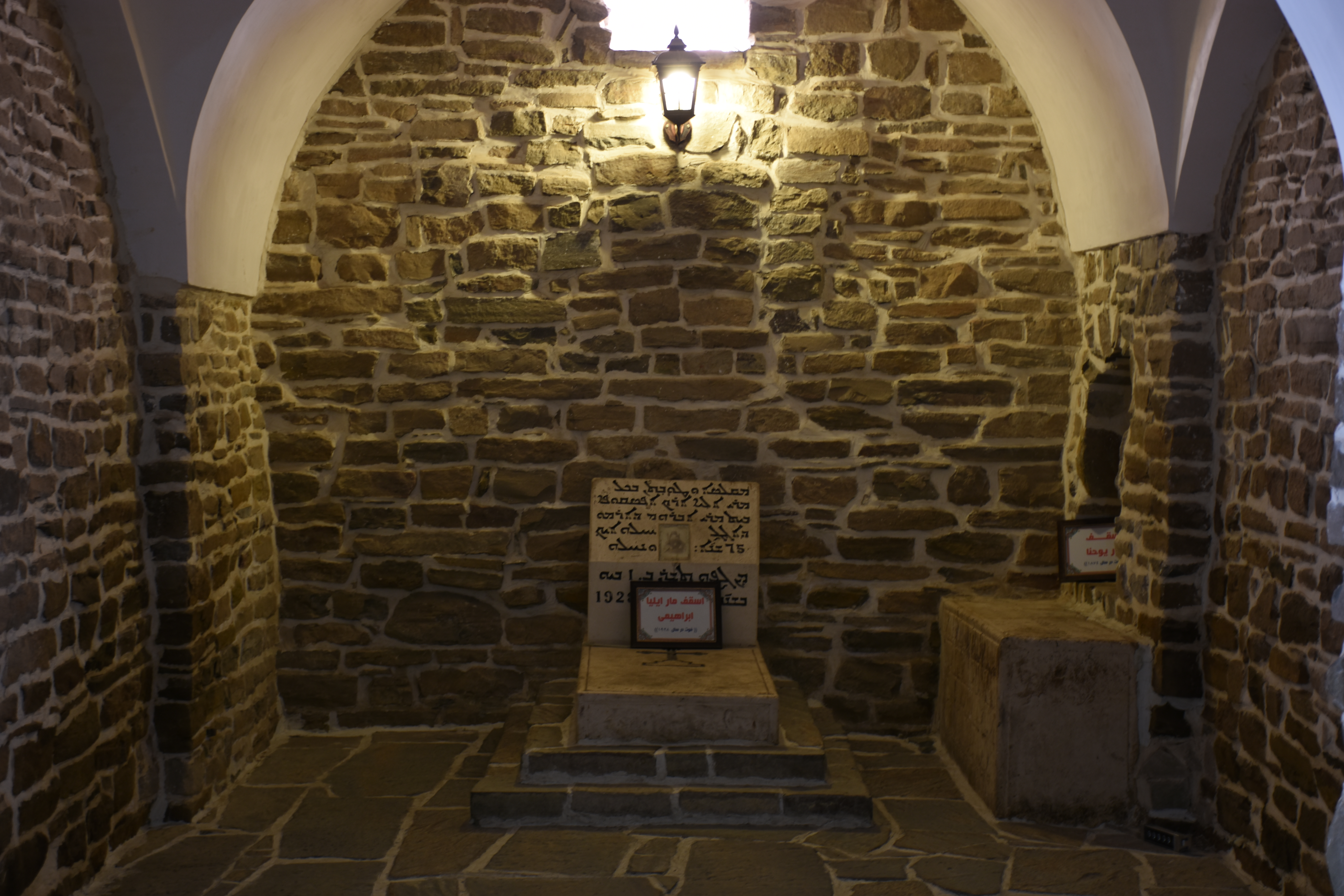
Grabstätte eines Priesters der Kirche Nane Maryam

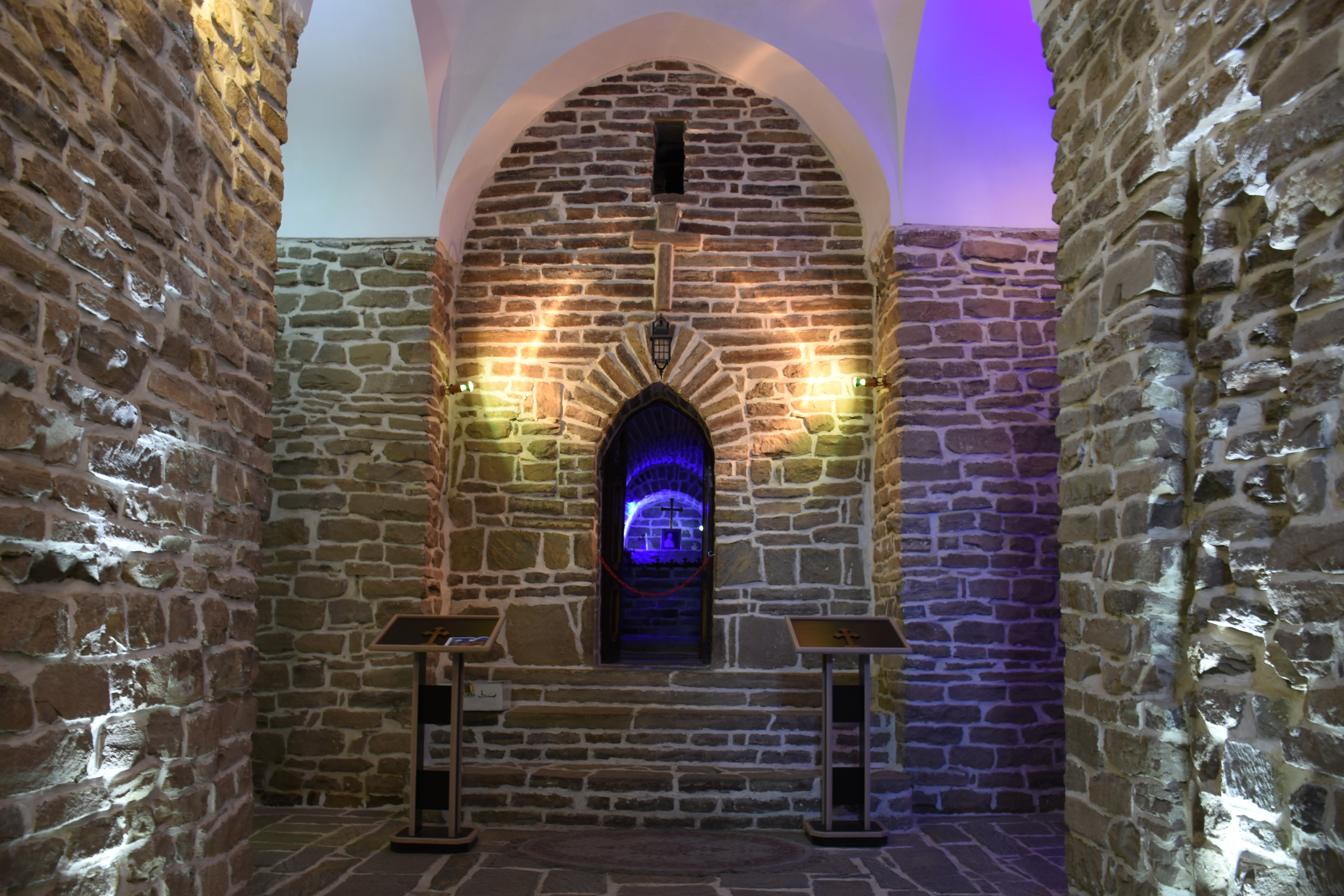
Durchgang zu Grabstätte

Die Kirche Nane Maryam (syrisch ܩܕܝܫܬܐ ܡܪܝܡ ܥܕܬܐ; persisch کلیسای ننهمریم, auch کلیسای ننه مریم), die Assyrische Kirche der Heiligen Maria oder Marienkirche (کلیسای حضرت مریم oder کلیسای شرق اشوری حضرت مریم), ist eine Kirche in der iranischen Stadt Urmia. Sie gehört zur Assyrischen Kirche des Ostens und gilt als älteste Kirche des Landes und eine der ältesten der Welt.

## Standort
Die Kirche Nane Maryam in Urmia steht an der Kirchstraße (خیابان کلیسای), die von der Chayyām-Straße (خیابان خیام) bei der evangelischen St.-Johannes-Kirche nach Südwesten in einem Bogen abgeht. Der Neubau der Nane Maryam steht mit seinem Glockenturm im Westen direkt an der Ostseite der Kirchstraße, während der Altbau östlich anschließt. Die Kirche Nane Maryam befindet sich mit der evangelischen St.-Johannes-Kirche in einem Straßenkarree, und ihr Altbau schließt sich südlich direkt an diese an, etwa 300 m nordwestlich des Chayyām-Platzes.

## Geschichte
Nach der Überlieferung der assyrischen Christen befand sich an der Stelle der heutigen Kirche ein zoroastrischer Feuertempel. Die Weisen aus dem Morgenland, selbst Zoroastrier, sahen zur Zeit Christi Geburt den Stern von Betlehem am Himmel, dem sie zunächst nach Jerusalem und dann nach Bethlehem folgten. Nach der Geburt Christi und ihrer Rückkehr nach Urmia wandelten sie ihren Tempel in eine christliche Kirche um. Die Weisen aus dem Morgenland sollen in der Kirche begraben sein. Der Grabstein, auf dem diese Geschichte in syrischer Sprache festgehalten war, wurde im Ersten Weltkrieg von den russischen Truppen nach Kiew gebracht, wo er bis heute in einem Museum ausgestellt ist. Auf Grundlage dieser Legende wird die Marienkirche von Urmia als zweitälteste Kirche nach der Geburtskirche in Bethlehem und die älteste Irans angesehen.
Die alte Kirche Nane Maryam wird von Archäologen auf Grund ihrer Architektur – Gewölbebögen und Säulen – auf die Zeit der Sassaniden datiert, wurde hiernach also zwischen dem 3. und 7. Jahrhundert errichtet. Die Innenausstattung kombiniert Elemente der Architektur der Sassaniden und der Parther, die vom 3. Jahrhundert v. Chr. bis zum 3. Jahrhundert n. Chr. herrschten. In katholischen Medien ist als Zeit der Errichtung die Angabe 5. oder 6. Jahrhundert zu finden.
Im Jahre 642 besuchte eine chinesische Prinzessin namens Bafri die Kirche, finanzierte die Rekonstruktion der Kirche und ließ ihren Namen in einen Stein eingravieren, der laut Benjamin Arsanos bis zum Jahre 1918 sichtbar war. Zur Zeit der Prinzessin hatte die Kirche des Ostens in China eine starke Präsenz. Jahrhunderte später war es Marco Polo, der die Kirche besuchte und beschrieb. Bis Anfang des 20. Jahrhunderts hatte die Kirche eine bescheidene Fassade, doch russisch-orthodoxe Missionare bauten die Kirche kurz vor dem Ersten Weltkrieg im russischen Stil mit zahlreichen Kuppeln um. Zu dieser Zeit hatte Urmia etwa 40 % Christen – sowohl Armenier als auch Assyrer. 1915 marschierten jedoch Truppen des Osmanischen Reiches in Urmia und massakrierten im Zuge des Völkermordes an den syrischen Christen die hier lebenden Christen und die hierher gelangten Flüchtlinge aus dem Osmanischen Reich. Die assyrische Kirche Nane Maryam wurde zerstört. Ab 1922 kehrte ein Teil der überlebenden Assyrer nach Urmia zurück. Auf den erhaltenen Fundamenten wurde die Kirche wieder aufgebaut, stürzte wegen Baumängel aber nach 30 Jahren ein. In den folgenden Jahren wurden Spendengelder in der assyrischen Diaspora gesammelt, insbesondere in den USA. Der größte Teil wurde von Eishou Beik gespendet. Die alte Kirche Nane Maryam wurde in ihrer heutigen Form wieder aufgebaut, und gleichzeitig entstand direkt nebenan der Kirchenneubau. 1963 wurde die neue Kirche eingeweiht. Bis heute ist die Kirche in einem gepflegten Zustand. Nach der islamischen Revolution und wegen des Krieges zwischen Iran und dem Irak gab es jedoch eine starke Abwanderung von Christen, die bis heute anhält. 2012 gab es nach Angaben des Pastors Ilyas der benachbarten St.-Johannes-Kirche nur noch 5000 assyrische Christen in Urmia bei einer Stadtbevölkerung von 1,2 Millionen.

## Architektur
Der Altbau der Nane Maryam steht versteckt in der Mitte des Straßenkarrees. Er ist aus Steinen gemauert, einschiffig und hat einen annähernd quadratischen Grundriss. Die oberen, aus Ziegeln gemauerten Bereiche und sein Dach entsprechen nicht dem ursprünglichen Zustand, sondern wurden beim Wiederaufbau der 1918 zerstörten Kirche neu errichtet. Die alte Kirche hat einen kleinen Eingang, von dem man über Stufen hinab in die Eingangshalle und von dieser erst in die eigentliche Kirchenhalle mit dem Altar gelangt. Links und rechts der Eingangshalle der alten Kirche befinden sich seitlich Kammern mit Gräbern assyrischer Geistlicher. Rechts vom Altar ist ein schmaler, kurzer Korridor mit einem Ofen in der rechten Wand, in dem Brot für die Eucharistie gebacken wurde. Daneben befindet sich ein Taufbecken. Die alte Kirche hat kein Gestühl – weder für den Priester noch für die Gemeinde.
Der einschiffige Neubau der Nane Maryam hat einen rechteckigen Grundriss und ein flaches Satteldach. Er befindet sich unmittelbar westlich vom Altbau und steht näherungsweise in West-Ost-Richtung mit dem Altar im Osten und dem Eingang an der Kirchstraße, einer kleinen Nebenstraße, im Westen. Hier steht direkt an der rechten Seite der Kirche der viergeschossige Kirchturm mit einem quadratischen Querschnitt und einem spitzen Pyramidendach mit Kreuz an der Spitze.
Die Kirche Nane Maryam ist schlicht gehalten und ohne Dekorationen oder Gemälde, wie dies bei der Assyrischen Kirche des Ostens üblich ist. Der Boden ist mit Läufern ausgelegt, und Besucher sind dazu angehalten, ihre Schuhe auszuziehen.